# みなとそふと
みなとそふととは株式会社ホークアイのアダルトゲームのブランドである。同社の所在地は神奈川県横浜市西区。パートナーブランドの一員でもある。

## 概要
2006年にインターハートのアダルトゲームブランド・きゃんでぃそふとから『姉、ちゃんとしようよっ!』『つよきす』の企画・シナリオを手がけたタカヒロが独立して立ち上げた。
デビュー作は『君が主で執事が俺で』で、発売前からメディアミックス展開も行っている。
全作品の舞台を神奈川県としている。
家庭用ゲーム機用ソフトウェアを製作するブランドとして「みなとすてーしょん」が存在する。
2012年5月には株式会社ぺんしるに所属していたかんなぎれいが入社、新ブランドの設立を予定していることが12月に各ブログで報告され、その後miraiを設立した。
2022年4月、みなとそふとの一部開発スタッフがCREST（後のHIKE）へ移籍し、全年齢向けを中心とするノベルゲームブランド「Novus（ノウス）」を設立。同時にホークアイはHIKEと業務提携を締結し、同社と共同でIP開発に着手することを発表した。

## 作品リスト
みなとそふと
- 君が主で執事が俺で（2007年5月25日発売）
- 真剣で私に恋しなさい！（2009年8月28日発売）
  - 真剣で私に恋しなさい！S（2012年1月27日発売）
  - 真剣で私に恋しなさい！A-1（2013年1月18日発売（DMM.com））
  - 真剣で私に恋しなさい！A-2（2013年7月12日発売（DMM.com））
  - 真剣で私に恋しなさい！A-3（2014年2月28日発売（DMM.com））
  - 真剣で私に恋しなさい！A-4（2014年11月21日発売（DMM.com））
  - 真剣で私に恋しなさい！A-5（2016年4月26日発売（DMM.com））
  - 真剣で私に恋しなさい！SPARK (2016年9月23日公開 [配布終了])
  - 真剣で私に恋しなさい！A パッケージ版（2016年12月22日発売）
  - 真剣で私に恋しなさい！A 猟犬ルートアフター（2019年12月28日発売）
- 結城友奈は勇者である（2014年12月17日発売（テレビアニメ『結城友奈は勇者である』BD/DVD 第1巻初回特典））
  - 結城友奈は勇者であるS（2015年5月20日発売（テレビアニメ『結城友奈は勇者である』BD/DVD 第6巻初回特典））
  - 結城友奈は勇者であるA（2015年5月20日発売（テレビアニメ『結城友奈は勇者である-勇者の章-』Blu-ray特典））
- 少女たちは荒野を目指す(2016年3月25日発売)
- 我が姫君に栄冠を（2021年3月26日発売）[5]
- 我が姫君に栄冠を 将軍の誘惑（2021年9月30日発売）（FANZA）
- 我が姫君に栄冠をクライマックス（ブラウザゲーム）[6]

ホエール
2013年3月29日で活動休止。
- 俺の彼女はヒトでなし（2010年12月24日発売）

みなとカーニバル
- 辻堂さんの純愛ロード（2012年9月28日発売）
  - 辻堂さんのバージンロード（2013年8月30日発売）
- 姉小路直子と銀色の死神（2015年3月27日発売）
- みなとカーニバルFD（2017年8月25日発売）
- 和香様の座する世界（2019年4月26日発売）
- クロガネ回姫譚-絢爛華麗-（2021年8月27日発売）

mirai
- ハナヒメ＊アブソリュート！（2016年8月26日発売
- 宿星のガールフレンド（2018年7月27日発売）
- 宿星のガールフレンド2（2018年12月21日）発売
- 宿星のガールフレンド3（2019年7月26日）発売
- 宿星のガールフレンドALLSTAR（2020年3月27日）発売

みなとすてーしょん
- 真剣で私に恋しなさい！R（PS3、2012年2月23日発売 / 2013年5月16日発売（PS Store））
- 君が主で執事が俺で お仕え日記（PS2、2008年3月27日発売）
  - 君が主で執事が俺で お仕え日記 ぽーたぶる（PSP、2012年11月29日発売 / 2013年2月6日発売（PS Store））
- クロガネ回姫譚-閃夜一夜-（PS Vita、2015年1月29日発売）
  - クロガネ回姫譚-一期一会-（PS Vita、2015年6月25日発売（PS Store））
  - クロガネ回姫雀（PS Vita、2015年10月1日発売（PS Store））

みなとカーニバルWorld
- クロカミサマの晩餐（Steam、2022年1月21日発売 / Switch、2022年1月発売予定）

## 参加作品
小説
- 鷲尾須美は勇者である（KADOKAWA アスキー・メディアワークス『電撃G's magazine』連載、執筆）
- 乃木若葉は勇者である（KADOKAWA アスキー・メディアワークス『電撃G's magazine』連載、企画・原案・シリーズ構成）
- 楠芽吹は勇者である（KADOKAWA アスキー・メディアワークス『電撃G's magazine』連載、企画・原案・シリーズ構成）

漫画
- アカメが斬る！（スクウェア・エニックス『月刊ガンガンJOKER』連載、原作）
  - アカメが斬る！零（スクウェア・エニックス『月刊ビッグガンガン』連載、原作）

アニメ
- 君が主で執事が俺で（2008年テレビアニメ、原作・シリーズ構成・脚本）
- 真剣で私に恋しなさい！（2011年テレビアニメ、原作・ボイスドラマシナリオ）
- サムライフラメンコ（2013年 - 2014年テレビアニメ、脚本）
- アカメが斬る！（2014年テレビアニメ、原作・シナリオ監修）
- 結城友奈は勇者である（2014年テレビアニメ、企画・原案・脚本）
  - 結城友奈は勇者である-鷲尾須美の章-/-勇者の章-（2017年テレビアニメ、企画・原案・脚本）
- 少女たちは荒野を目指す（2016年テレビアニメ、原作）

ゲーム
- 太陽の子（発売日未定）
- 結城友奈は勇者である 樹海の記憶（PS Vita、2015年2月26日発売、シナリオ監修・企画協力）
- 結城友奈は勇者である 花結いのきらめき（iOS / Android / PCブラウザ、2017年-、企画・原案・シナリオ）